# Haft Lang
Les Haft Lang (persan : هفت لنگ) sont avec les Tchahār Lang (persan : چهار لنگ) l'une des deux composantes de la tribu bakhtiaris d'Iran. Le terme Haft Lang signifie sept jambes en persan. 

## Organigramme de la tribu
La tribu (persan: il) bakhtiari est divisée en deux sections (persan:baksh) Chahar Lang et Haft Lang, elles-mêmes subdivisées en bāb (ex: Dureki, Behdārvand), puis en tāyefe (ex: Mowri, Kiārsi), en tire (ex: Hasanvand, Hājivand), en tash, en fāmil, puis en owlād. Cet ensemble est censé correspondre à un système lignager dans lequel les unités emboitées correspondent à autant de segments de lignages.
| Bakhtiāri | Haft Lang |                    |
| Bakhtiāri | Haft Lang | Dureki             |
| Bakhtiāri | Haft Lang | Arab Kamari        |
| Bakhtiāri | Haft Lang | Astereki           |
| Bakhtiāri | Haft Lang | Bāmadi             |
| Bakhtiāri | Haft Lang | Gandali            |
| Bakhtiāri | Haft Lang | Mowri (موری)       |
| Bakhtiāri | Haft Lang | Osivand            |
| Bakhtiāri | Haft Lang | Soveyni            |
| Bakhtiāri | Haft Lang | Zarāsvand          |
| Bakhtiāri | Haft Lang | Behdārvand         |
| Bakhtiāri | Haft Lang | Āli Jamāli         |
| Bakhtiāri | Haft Lang | Alāedinvand        |
| Bakhtiāri | Haft Lang | Belivand           |
| Bakhtiāri | Haft Lang | Dināshi            |
| Bakhtiāri | Haft Lang | Fergeni            |
| Bakhtiāri | Haft Lang | Gondāi             |
| Bakhtiāri | Haft Lang | Kiārsi (کیارسی)    |
| Bakhtiāri | Haft Lang | Lalari             |
| Bakhtiāri | Haft Lang | Maghom Rehi        |
| Bakhtiāri | Haft Lang | Mash Mardāsi       |
| Bakhtiāri | Haft Lang | Meyshāvand         |
| Bakhtiāri | Haft Lang | Monjezi            |
| Bakhtiāri | Haft Lang | Sheykh Ahmad Balad |
| Bakhtiāri | Haft Lang | Sorkhābi           |
| Bakhtiāri | Haft Lang | Terdi              |
| Bakhtiāri | Haft Lang | Bābādi             |
| Bakhtiāri | Haft Lang | Ahmad Mohammadi    |
| Bakhtiāri | Haft Lang | Akkāshe            |
| Bakhtiāri | Haft Lang | Āli Anvar          |
| Bakhtiāri | Haft Lang | Ārpanâhi           |
| Bakhtiāri | Haft Lang | Galleh             |
| Bakhtiāri | Haft Lang | Gomār              |
| Bakhtiāri | Haft Lang | Pebdeni            |
| Bakhtiāri | Haft Lang | Rāki               |
| Bakhtiāri | Haft Lang | Nasir              |
| Bakhtiāri | Haft Lang | Molmoli            |
| Bakhtiāri | Haft Lang | Shehni             |
| Bakhtiāri | Haft Lang | Dinārooni          |
| Bakhtiāri | Haft Lang | Āli Mahmoudi       |
| Bakhtiāri | Haft Lang | Boweiri            |
| Bakhtiāri | Haft Lang | Gorouei            |
| Bakhtiāri | Haft Lang | Koorkoor           |
| Bakhtiāri | Haft Lang | Lajmir Owrek       |
| Bakhtiāri | Haft Lang | Nowrouzi           |
| Bakhtiāri | Haft Lang | Owrek              |
| Bakhtiāri | Haft Lang | Sargholi           |
| Bakhtiāri | Haft Lang | Sehid              |
| Bakhtiāri | Haft Lang | Shāloo             |